# Rafael Mancera Ortiz
Rafael Mancera Ortiz  (México 1895-30 de septiembre de 1968) fue un contador público iniciador de Contadores Públicos Titulados en México y participó en la Revolución mexicana. Desde el año 1999 la presea del Colegio de Contadores Públicos de México, máxima distinción del Colegio, lleva su nombre.

## Trayectoria
Estudió la carrera de contador público en la Escuela Superior de Comercio y Administración en la Ciudad de México.Después de graduarse, en el transcurso de la Revolución mexicana, impulsó en 1917 una agrupación profesional de contadores, nombrada "Asociación de Contadores Titulados"; después de un tiempo de promoción y difusión esta asociación pasó a ser el Instituto de Contadores Públicos Titutlados de México, fundada el 6 de octubre de 1923.
Durante los años treinta fue docente en  la  Escuela  de  Comercio  en  la  Universidad Autónoma de México, mientras trabajaba como subsecretario nacional de Hacienda. En  1949 junto con un  grupo  de  profesionistas  formaron el  Colegio  de 
Contadores  Públicos  de  México, siendo el primer presidente de dicha asociación. Póstumamente, en 1999, cuando  se  cumplieron  los  primeros  50  años  de  la  institución, se  celebró  una  ceremonia en la que fue creada la Presea Rafael Mancera Ortiz.

## Principales cargos
- Oficial Mayor de la Contraloría General de México (1924-1927).
- Oficial Mayor de la  Secretaría de Hacienda (1927-1930).
- Asesor de Nacional Financiera.
- Fundador de la  empresa  privada  de  Contadores  Mancera  e Hijos.
- Subsecretario de Hacienda (1930-1932).
- Subsecretario  de  Hacienda  en  las  Divisiones  de  Crédito  y  Presupuesto en los periodos 1948-1952 y 1952-1958